# Mind and Life Institute
Instytut Umysłu i Życia (ang. Mind and Life Institute) – organizacja non-profit, założona w celu poszukiwań odpowiedzi na pytania o naturę rzeczywistości i możliwości poprawy jakości życia, badań i wymiany myśli na obszarze między nauką i buddyzmem; metodami działania są międzynarodowe konferencje, sympozja, debaty, w których uczestniczą wybitni specjaliści z różnych dyscyplin naukowych (filozofia, biologia, neurobiologia, neurofizjologia, neuronauka i in.) oraz filozofowie buddyjscy i osoby doświadczone w medytacjach; wyniki dyskusji są wykorzystywane w czasie wytyczania kierunków badań naukowych i formułowania programów badawczych; raporty z debat i wyniki badań są publikowane.

## Inicjatorzy i założyciele

### Francisco Varela
Inspiratorem utworzenia Mind and Life Institute był Francisco Varela (1946–2001), biolog pochodzenia chilijskiego, od roku 1974 praktykujący buddysta, absolwent Harwardu, m.in. dyrektor CNRS, wykładowca kognitywistyki i epistemologii w École polytechnique i University of Paris, jeden z głównych twórców teorii autopoezy, autor m.in. książek Principles of Biological Autonomy (1979)  i The Embodied Mind. Cognitive Science and Human Experience (1991). Varela był również czynnym popularyzatorem swoich koncepcji i wyników badań (prowadził np. wykłady w internetowych portalach edukacyjnych (m.in. wystąpienia Qué no es vida?, Reflections on Consciousness i inne nt. nauki, sztuki i religii). Dalajlama spotkał Varelę po raz pierwszy w roku 1983.

### R. Adam Engle
Współzałożycielem Instytutu Umysłu i Życia był R. Adam Engle, północnoamerykański prawnik, również absolwent Harwardu, świadczący usługi prawnicze m.in. dla przemysłu rozrywkowego w Beverly Hills lub GTE  Corporation w Teheranie, który poznał tybetańskich mnichów, w czasie zwiedzania buddyjskich klasztorów w Himalajach. W roku 1974 przebywał 4 miesiące w klasztorze Kopan w Katmandu, gdzie nauczał Thubten Yeshe, znający język angielski. Po powrocie do Stanów Zjednoczonych zamieszkał w Santa Cruz; utrzymywał kontakt z Thubtenem Yeshe, prowadzącym tam ośrodek medytacji.

## Historia tworzenia instytutu

### Od niezależnych inicjatyw do koordynacji działań
W latach 1983–1984 R. Adam Engle i Francisco Varela rozpoczęli, niezależnie od siebie, starania o utworzenie forum poważnego dialogu o związkach buddyzmu i nauki. Obaj otrzymali zapewnienie Dalajlamy XIV – bardzo zainteresowanego nauką zachodnią – o zadowoleniu z takiej inicjatywy. W październiku 1985 roku doszło do spotkania inicjatorów, zorganizowanego w siedzibie Ojai Foundation przez jej dyrektorkę, Joan Halifax (dobrą znajomą Vareli). Zdecydowano, że planowane spotkania z Dalajlamą będą dotyczyć różnych zagadnień umysłu i życia. Varela podjął się roli koordynatora naukowego, Engle – koordynatora generalnego (m.in. gromadzenie funduszy, kontakty z biurem Dalajlamy i in.). Pierwsze spotkanie grupy inicjatorów z Dalajlamą odbyło się w Dharamsali w październiku 1987 roku.

### Pierwsza debata z Dalajlamą
Pierwsze spotkanie odbyło się w Dharamsala w październiku 1987 roku, w prywatnych pomieszczeniach Dalajlamy. Zostało przygotowane zgodnie z zasadami, które opracował Francisco Varela, korzystając z doświadczeń nabytych podczas prawdopodobnie pierwszej podobnej konferencji, zorganizowanej w roku 1979 w Naropa University nt. Comparative Approaches to Cognition: Western and Buddhist.
Varela stwierdził, że konieczne jest zwrócenie uwagi nie tylko na poziom wiedzy osób zapraszanych do udziału w debacie, ale również na brak uprzedzeń i otwartość na przeciwstawne poglądy (znajomość niektórych zagadnień buddyzmu uznano za przydatną, lecz nie niezbędną). Zwrócił wielką uwagę na kwalifikacje tłumaczy, np. z języka tybetańskiego na angielski i odwrotnie (przyjęto regułę, że należy angażować co najmniej dwóch tłumaczy, którzy będą mogli przedyskutować swoje opinie po napotkaniu wyrażeń niejednoznacznych).
Varela zaproponował organizację spotkań, która odbiega od stosowanej na większości „zachodnich” konferencji naukowych. Ustalono, że w każdym dniu spotkania odbędą się dwie sesje, poświęcone wybranemu tematowi. Sesję przedpołudniową postanowiono poświęcać na referaty specjalistów w danej dyscyplinie, prezentujących problem jak najbardziej szeroko i bezstronnie. Takie wprowadzenie powinno umożliwiać wszystkim uczestnikom udział w swobodnej dyskusji, zaplanowanej na godziny popołudniowe (w czasie tej dyskusji prelegent może przedstawić własny punkt widzenia). Przewidziano, że obrady będą prowadzone bez udziału dziennikarzy i w wąskim gronie (zapraszani niekiedy goście-słuchacze będą nieliczni). Prezentacje i dyskusje postanowiono nagrywać, a nagrane teksty archiwizować i wykorzystywać przy opracowywaniu szczegółowych relacji książkowych.
Pierwszej debacie Mind and Life nadano tytuł Dialogues Between Buddhism and the Cognitive Sciences. Wzięli w niej udział: Tenzin Gjaco (Dalajlama XIV), Newcomb Greenleaf (informatyka), Jeremy Hayward (fizyka i filozofia nauki), Thupten Jinpa (tłumacz), Robert B. Livingston (neurobiologia i medycyna), Eleanor Rosch (nauka o poznaniu), Francisco J. Varela (koordynator dyskusji) i B. Allan Wallace (tłumacz). Wszyscy uczestnicy uznali konferencję za sukces. Daniel Goleman napisał w roku 2008, że została przez nich określana jako „prawdziwe spotkanie umysłów” lub początek budowania „pomostu nad przepaścią”, dzielącą strony dialogu.
Przebieg debaty został zarejestrowany na kasetach. Książkowe sprawozdanie wydano w roku 1992 pt. Gentle Bridges: Conversations with the Dalai Lama on the Sciences of Mind (red. J. Hayward i F.J. Varela).

### UtworzenieMind and Life Institute
Druga debata Mind and Life nt. Dialogues Between Buddhism and the Neurosciences (Newport Beach w Kalifornii, październik 1989) została tylko nieznacznie zakłócona nadejściem informacji o nadaniu Dalajlamie Pokojowej Nagrody Nobla. Laureat przerwał udział w obradach jedynie na czas trwania konferencji prasowej.
W roku 1990 konferencję nt. wzajemnych związków między emocjami i zdrowiem zorganizowano ponownie w Dharamsali; uznano, że jej atmosfera bardziej sprzyja skupieniu na temacie obrad. Koordynatorem debaty był Daniel Goleman (psycholog). W czasie dyskusji pojawił się projekt rozszerzenia zakresu badań, prowadzonych w tej dziedzinie. Kilku zachodnich naukowców (Clifford Saron, Richard Davidson, Francisco Varela, Gregory Simppson i Alan Wallace), odczuwając dobrą wolę i zaufanie ze strony tybetańskich uczestników debaty, podjęło inicjatywę rozpoczęcia programu badań procesów, które zachodzą w mózgu pod wpływem długotrwałej medytacji.
W celu realizacji tych badań utworzono instytut – Mind and Life Institute – uzyskując niezbędne środki od Hershey Family Foundation. Prezesem instytutu został R. Adam Engle. Pierwszy program badawczy finansował Fetzer Institute.

## DziałalnośćMind and Life Institute

### Konferencje naukowe
Kolejne spotkania Mind and Life – Dialogue with the Dalai Lama organizowano w analogiczny sposób. W latach 1987–2016 odbyło się 31 konferencji Mind and Life:

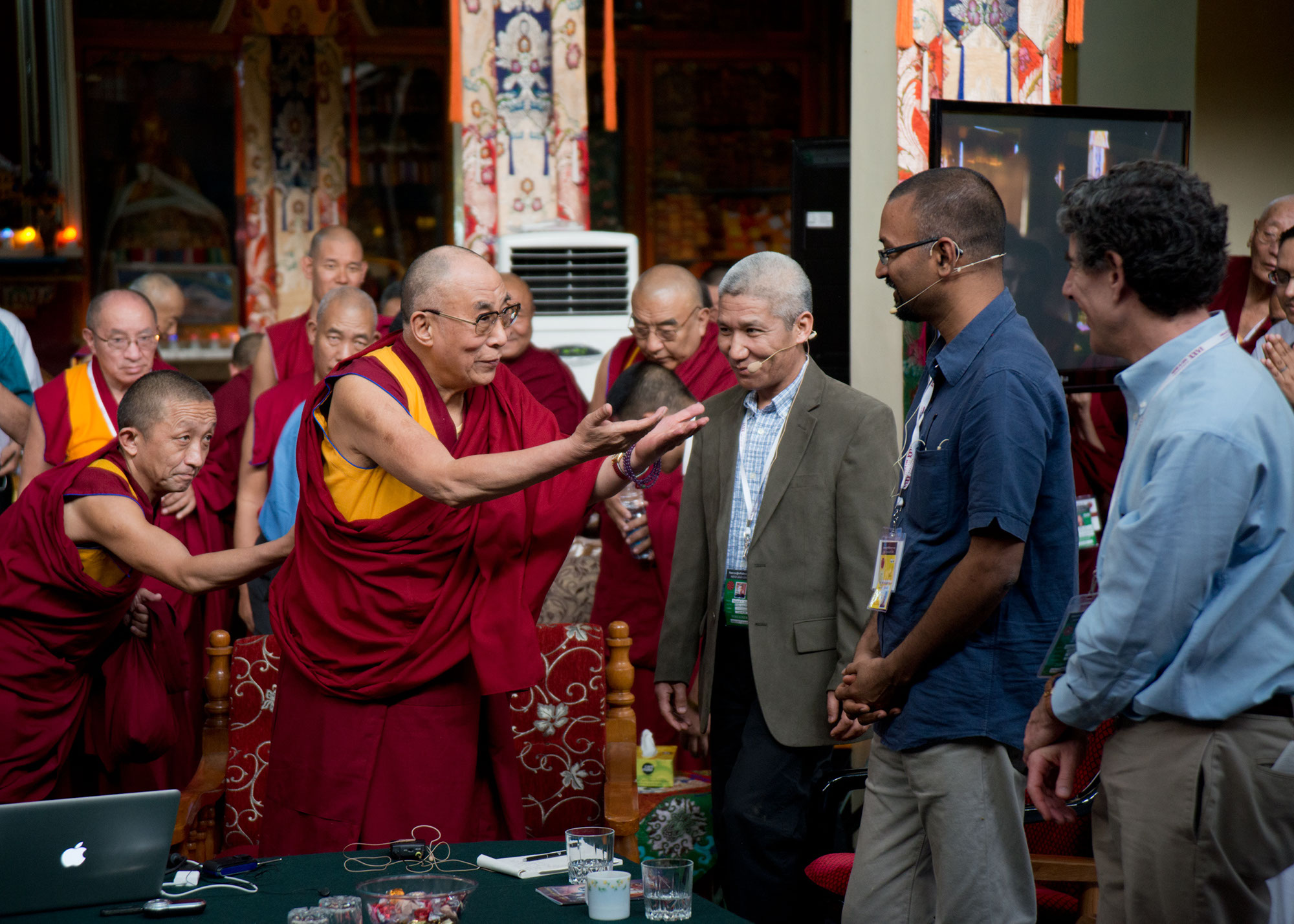
Dalajlama XIV, Geshe Thupten Jinpa, Rajesh Kasturirangan i Richard Davidson (XXVI konferencja Mind and Life Institute, styczeń 2013)

- 1987 Mind and Life I: Dialogues Between Buddhism and the Cognitive Sciences
- 1989 Mind and Life II: Dialogues Between Buddhism and the Neurosciences
- 1990 Mind and Life III: Emotions and Health
- 1992 Mind and Life IV: Sleeping, Dreaming, and Dying
- 1995 Mind and Life V: Altruism, Ethics, and Compassion
- 1997 Mind and Life VI: The New Physics and Cosmology
- 1998 Mind and Life VII: Epistemological Questions in Quantum Physics and Eastern Contemplative Sciences
- 2000 Mind and Life VIII: Destructive Emotions[29]
- 2001 Mind and Life IX: Transformations of Mind, Brain, and Emotion
- 2002 Mind and Life X: The Nature of Matter, The Nature of Life
- 2003 Mind and Life XI: Investigating the Mind: Exchanges Between Buddhism and Biobehavioral Science on How the Mind Works
- 2004 Mind and Life XII: Neuroplasticity: The Neuronal Substrates of Learning and Transformation
- 2005 Mind and Life XIII: Investigating the Mind: The Science and Clinical Applications of Meditation
- 2007 Mind and Life XIV: The Universe in a Single Atom
- 2007 Mind and Life XV: Mindfulness, Compassion, and the Treatment of Depression
- 2008 Mind and Life XVI: Investigating the Mind-Body Connection: The Science and Clinical Applications of Meditation
- 2009 Mind and Life XVII: Dialogue on Meditation Research: Present and Future
- 2009 Mind and Life XVIII: Attention, Memory, and the Mind
- 2009 Mind and Life XIX: Educating World Citizens for the 21st Century: Educators, Scientists, and Contemplatives Dialogue on Cultivating a Healthy Mind, Brain, and Heart
- 2010 Mind and Life XX: Altruism and Compassion in Economic Systems: A Dialogue at the Interface of Economics, Neuroscience, and Contemplative Sciences
- 2010 Mind and Life XXI: Mental Training: Impact on Neuronal, Cognitive, and Emotional Plasticity
- 2010 Mind and Life XXII: Contemplative Science: The Scientific Study of the Effect of the Contemplative Practice on Human Biology and Behavior
- 2011 Mind and Life XXIII: Ecology, Ethics, and Interdependence
- 2012 Mind and Life XXIV: Latest Findings in Contemplative Neuroscience
- 2012 Mind and Life XXV: Contemplative Practice and Health: Laboratory Findings and Real World Challenges
- 2013 Mind and Life XXVI: Mind, Brain, and Matter: Critical Conversations Between Buddhist Thought and Science
- 2014 Mind and Life XXIX: Mapping the Mind
- 2014 Mind and Life XXVIII: Ethics, Education and Human Development
- 2014 Mind and Life XXIX: Mapping the Mind
- 2015 Mind and Life XXX: Perception, Concepts, and Self: Contemporary Scientific and Buddhist Perspectives
- 2016 Mind and Life XXXI: Power and Care

- 2017 Mind and Life XXXII: Reimagining Human Flourishing: New Sciences of Mind and its Applications in Healthcare and Education

Wydano m.in. książki:
- Gentle Bridges: Conversations with the Dalai Lama on the Sciences of Mind, red. Jeremy W. Hayward i Francisco J. Varela ISBN 978-1-57062-893-1
- Healing Emotions: Conversations With the Dalai Lama on Mindfulness, Emotions, and Health, red. Daniel Goleman ISBN 978-1-59030-010-7
- Mind and Life: Discussions with the Dalai Lama on the Nature of Reality, red. Pier Luigi Luisi i Zara Houshmand ISBN 0-231-14550-0 ISBN 978-0231145503
- Sleeping, Dreaming, and Dying: An Exploration of Consciousness with the Dalai Lama, Francisco J. Varela ISBN 978-0-86171-123-9
- The Mind’s Own Physician: A Scientific Dialogue with the Dalai Lama on the Healing Power of Meditation, Jon Kabat-Zinn, Richard Davidson i Zara Houshmand ISBN 1-57224-968-4
- The New Physics and Cosmology: Dialogues with the Dalai Lama, Arthur Zajonc ISBN 978-0-19-515994-3
- Destructive Emotions: A Scientific Dialogue with the Dalai Lama, Daniel Goleman ISBN 978-0-553-38105-4

Poza cyklicznymi spotkaniami w wąskim gronie specjalistów  MLI rozpoczął w roku 2012 organizację co dwa lata dużych konferencji międzynarodowych – International Symposia for Contemplative Studies (ISCS), z udziałem wykładowców – specjalistów w różnych dziedzinach nauki, nauczycieli kontemplacji, artystów. Pierwsze z nich, to:
- ISCS 2012 w Denver[31]
- ISCS 2014 w Bostonie[32]
- ISCS 2016 w San Diego[33]

### Inicjowanie i wspieranie badań naukowych

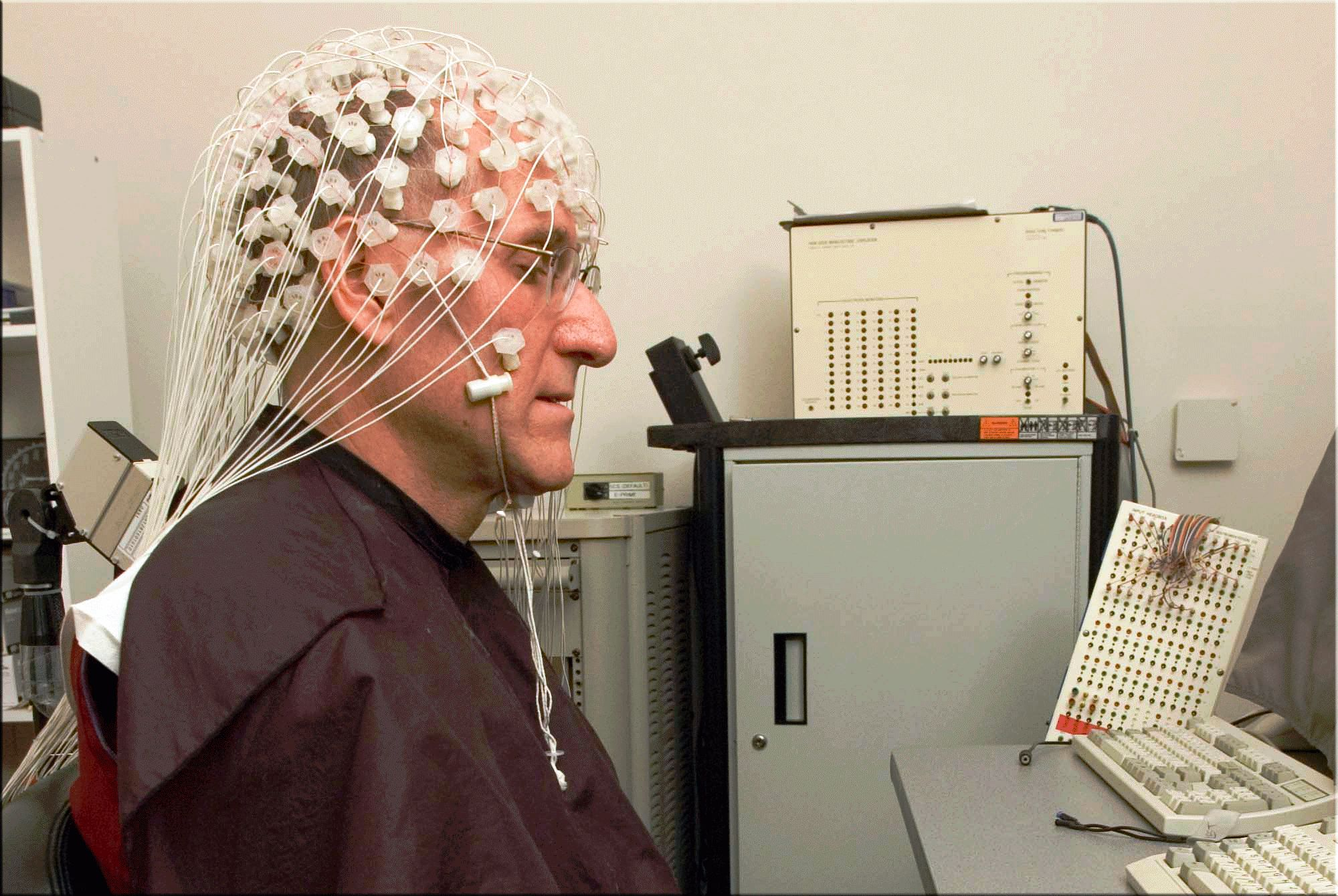
Barry Kerzin, współpracownik R. Davidsona i M. Ricarda, w czasie eksperymentów wykonywanych w roku 2008 w University of Wisconsin-Madison. B. Kerzin jest założycielem Altruism Medicine Institute – instytucji prowadzącej i wspierającej badania naukowe, które zmierzają do opracowania metod zwalczania cierpienia (opartych na doświadczeniach buddyzmu), do rozwoju globalnych systemów ochrony zdrowia publicznego, w tym zdrowia psychicznego (zob. też dobrostan subiektywny).

Instytut został stworzony po trzeciej konferencji Dialogi z Dalajlamą głównie w celu inicjowania i wspierania interdyscyplinarnych badań naukowych, dotyczących umysłu i życia. Celem pierwszego ze sformułowanych programów było zbadanie zmian, które zachodzą w mózgu pod wpływem długotrwałej medytacji. Prace zmierzające do tego celu kontynuowano przez wiele lat z zastosowaniem m.in. techniki fMRI (zob. neuroobrazowanie), nowoczesnych aparatów do EEG i MEG (m.in. przez R. Davidsona i M. Ricarda w University of Wisconsin-Madison). Wyniki tych badań były publikowane w specjalistycznych czasopismach oraz referowane i omawiane na kolejnych konferencjach Mind and Life. Wyniki dotyczące problemu powstawania i hamowania emocji destrukcyjnych Richard Davidson referował na konferencji ósmej (2000). Przedstawił uczestnikom debaty, w jak dużym stopniu te niekorzystne emocje oraz skłonności do ulegania im mogą się zmieniać pod wpływem ćwiczeń umysłu, przypominających buddyjską medytację. Wzbudziło to bardzo duże zainteresowanie Dalajlamy i innych uczestników dialogu. Za szczególnie interesujące uznano naukowe dowody, że długotrwała medytacja prowadzi do zmian trwałych (zob. neuroplastyczność). W toku dyskusji pojawiła się nowa inicjatywa – dostrzeżono potrzebę:
- szybkiego opracowania metody uczenia buddyjskich ćwiczeń kontemplacyjnych
- sprawdzenia, w jakim stopniu odbycie szkolenia wpływa na życie początkujących medytujących (np. łatwiejsze radzenie sobie ze stresem, korzystne zmiany interakcji społecznych).

Projekt badawczy pod nazwą Pielęgnowanie równowagi emocjonalnej, którego realizację wkrótce rozpoczęto, opracował Paul Ekman. Finansowanie realizacji programu zapewnił Fetzer Institute (otrzymano również hojną darowiznę Dalajlamy).
Od roku 2000 intensywnie kontynuowane są badania neurobiologiczne (zainicjowane w roku 1990), które są łączone z badaniami psychologicznymi i psychofizjologicznymi. Poza University of Wisconsin-Madison zajmują się nimi m.in. Centre de Recherche en Epistémelogie Appliquée w Paryżu, Harvard University, University of California w Berkeley i  w San Francisco.

### Inne formy działalności
- ACEL, Academy for Contemplative and Ethical Leadership – przekazywanie wiedzy i umiejętności w zakresie etycznego przywództwa, opartego m.in. na odpowiednikach buddyjskiej uważności; wykłady, dyskusje, warsztaty[37] (por. etyka zarządzania, coaching)
- Summer Research Institute (Garrison Institute, Nowy Jork)[38] – odbywające się corocznie tygodniowe spotkania reprezentantów nauk behawioralnych, neurologii, nauk klinicznych i humanistycznych oraz praktyków w dziedzinie kontemplacji, mające na celu szkolenie nowej generacji naukowców interdyscyplinarnych,
- Visiting Scholars (Amherst College, Massachusetts)[39] – program adresowany do nauczycieli akademickich, którzy potrzebują czasu i przestrzeni sprzyjającej intensywnej samodzielnej realizacji własnych projektów,
- Call to Care (C2C)[40] – program zmierzający do poprawy jakości edukacji, powstawania szkół, których celem jest nie tylko rozwój umysłowy i wiedzę uczniów lecz również rozwój inteligencji emocjonalnej

Instytut wspomaga badania przyznając granty – 1440 Awards i Varela Awards. O uzyskanie grantów mogą się ubiegać młodzi naukowcy, potrzebujący pomocy mentora (Mentorship Program).

## Zarząd
Na czele kilkunastoosobowego The Mind & Life Institute Board of Directors są wymieniani: Tenzin Gyatso, Dalajlama XIV (honorowy przewodniczący), założyciele: R. Adam Engle i Francisco J. Varela (1946–2001) oraz Susan Bauer-Wu (prezes). Działalność naukową MLI koordynuje rada naukowa w składzie (2016): Larry Barsalou (University of Glasgow), Susan Bauer-Wu (University of Virginia), Sharon Salzberg (Insight Meditation Society) i Carol Worthman (Emory University).
Spośród coraz liczniejszego grona naukowców, którzy zajmują się problemami umysłu, wyłaniana jest grupa honorowych członków MLI.